# Nareg Naamoyan
Nareg Naamoyan, auch Narek Louis Namo (* 4. Januar 1972 in Qamischli) ist ein syrischer armenisch-katholischer Geistlicher und Patriarchalexarch von Jerusalem und Amman.

## Leben
Nareg Naamoyan empfing am 16. Januar 1997 in der Kathedrale St. Josef in Qamischli durch den armenisch-katholischen Erzbischof von Aleppo, Boutros Marayati, das Sakrament der Priesterweihe für die Eparchie Qamischli. Er wirkte zunächst als Seelsorger in der Pfarrei St. Joseph in Qamischli und später in der armenisch-katholischen Pfarrei in Valence in Frankreich. Ab 2015 war Naamoyan Rektor des Päpstlichen Armenischen Kollegs und Prokurator des armenisch-katholischen Patriarchen in Rom.
Die vom 17. bis 22. August 2022 tagende Synode der armenisch-katholischen Bischöfe wählte ihn zum Patriarchalexarchen von Jerusalem und Amman. Zudem wurde ihm der Titel eines mitrophoren Protopresbyters verliehen. Am 11. September 2022 erfolgte die Amtseinführung.